# Свети Илия (Вранещица)
Вижте пояснителната страница за други значения на Свети Илия.
„Свети Пророк Илия“ (на македонска литературна норма: „Свети Илија“) е късносредновековна църква в кичевското село Вранещица, Северна Македония. Църквата е част от Кичевското архиерейско наместничество на Дебърско-Кичевската епархия на Македонската православна църква – Охридска архиепископия. Изградена е в XVII век. Намира се южно от селото, на една малка заравнена височинка и е гробищен храм. Като архитектура и облик прилича на съседната „Свети Георги“. Архитектурата и живописта са в много лошо състояние. Около нея има некропол с гробове от каменни плочи.